# Album of the Year
Album of the Year ist das sechste Studioalbum von Faith No More. Es wurde am 3. Juni 1997 veröffentlicht. 

## Entstehung und Stil
Hudson ersetzte Dean Menta, der nur auf der Tour zu King for a Day … Fool for a Lifetime spielte. Das Album wurde in Billy Goulds eigenem Studio aufgenommen. Es ist etwas glatter produziert als die vorhergehenden Alben. Einige Stücke weisen Hard-Rock- und Pop-Einflüsse auf, Synthesizer-Klänge sind zu hören, wohingegen andere härter und manche auch experimenteller wirken. 
Das Artwork des Covers zeigt den tschechoslowakischen Präsidenten Tomáš Garrigue Masaryk und dessen Beisetzung. Nach Aussage von Billy Gould war das Ende der Band bei der Produktion des Albums abzusehen. Die Fotos vom Tod Masaryks und das Ende der ersten tschechoslowakischen Republik sollen sinnbildlich für das nahende Ende der Band stehen.
Naked in Front of the Computer thematisiert die Möglichkeiten der zu der Zeit populärer werdenden E-Mail-Kontakte, Pristina bezieht sich auf den Jugoslawien-Konflikt der 1990er und erzählt die Geschichte von zwei Liebenden, die durch den Krieg getrennt werden. Nach diesem Album löste sich die Band im April 1998 auf.

## Rezeption
Das Album wurde gemischt aufgenommen. So wurden im Magazin Rock Hard von Marcus Schleutermann sieben von zehn Punkten vergeben. Er kritisierte es als „einen kalkuliert wirkenden, selbstgefälligen und langweiligen Aufguß“ von Angel Dust und vermisste Risikobereitschaft. Mike Pattons Gesang wertete er jedoch positiv. Greg Prato von Allmusic wertete dagegen mit vier von fünf Sternen. Stripsearch, Last Cup of Sorrow und Ashes to Ashes seien hervorstechende Stücke, mit Collision etwa auch Heavy-Rock-Songs enthalten. Das Album sei ein würdiger Abschluss für die Karriere der Band.

## Titelliste
1. Collision – 3:24
2. Stripsearch – 4:29
3. Last Cup of Sorrow – 4:11
4. Naked in Front of the Computer – 2:08
5. Helpless – 5:26
6. Mouth to Mouth – 3:48
7. Ashes to Ashes – 3:37
8. She Loves Me Not – 3:29
9. Got That Feeling – 2:20
10. Paths of Glory – 4:17
11. Home Sick Home – 1:58
12. Pristina – 3:51

Die Bonus Limited Edition von Album of the Year erschien in Deutschland und Großbritannien und umfasst Remix-Versionen einiger Stücke, unter anderem von Rammstein.
1. The Big Kahuna – 3:05
2. Light Up and Let Go – 2:18
3. Last Cup of Sorrow (Rammstein Mix) – 4:19
4. Ashes to Ashes (Hardknox Alternative Mix) – 6:42
5. She Loves Me Not (Spinna Crazy Dub Mix) – 4:35
6. Last Cup of Sorrow (Sharam vs. Faith No More Club Mix) – 7:24

Gesamtspielzeit: 71 Min. 30 Sek.
Eine weitere limitierte Ausgabe des Albums erschien in Australien und umfasst sechs Bonustracks auf einer zweiten CD.
CD #1 – reguläres Album
CD #2 – Bonus-CD:
1. Last Cup of Sorrow (Bigfoot and Wildboy Mix) – 8:42
2. Last Cup of Sorrow (Bonehead Mix) – 4:52
3. Ashes to Ashes (Hardknox Horned Hand Mix) – 6:45
4. Ashes to Ashes (Automatic 5 Dub) – 6:08
5. She Loves Me Not (Spinna Main Mix) – 4:39
6. Ashes to Ashes (Dillinja Mix) – 5:28

Gesamtspielzeit: 36 Min. 35 Sek.